# Hambruna persa de 1917-1919
La gran hambruna persa de 1917-1919 fue una hambruna en Irán (Persia) durante el gobierno de la dinastía Kayar que resultó en  la muerte de un quinto de la población durante la Primera Guerra Mundial debido a inanición y cólera.
Mientras las fuentes principales dan su estimación de víctimas en términos de proporción de la población entera, el número real de víctimas es un asunto de debate debido a la carencia de consenso sobre la población de Irán antes de la hambruna. La hambruna sucedió durante la ocupación de Persia por ejércitos británicos y, parcialmente, rusos, durante la Primera Guerra Mundial. El control de aduanas y la compra de alimentos por el ejército británico durante aquel período ha causado que algunos escritores culpen a Gran Bretaña por "empeorar y alargar" la hambruna, al nivel que algunas fuentes iraníes lo llaman un genocidio británico contra el pueblo persa.

## Contexto
En noviembre de 1915, el precio de un kharvar (100 kilos) de trigo aumentó a veinte tomans, "si [se encontraba] alguno", después de que se vendiera todo el grano de la provincia sureste de Sistán a las tropas británicas. Las tropas rusas bloquearon todas las carreteras en la provincia nororiental de Khorasan, prohibiendo cualquier transferencia de granos, excepto las destinadas al ejército ruso. La requisa de animales de carga, mulas y camellos para la industria petrolera en Khuzestan, y para las fuerzas armadas británicas y rusas, dejó la red de transporte del país en grave desorden e interrumpió la distribución de alimentos y otros bienes en todo el país, con consecuencias desastrosas. Durante la guerra, a menudo costaba más transportar el grano que cultivarlo, en muchas partes de Irán. Todo esto hizo que las condiciones de vida de los pobres fueran aún más terribles.

## Propagación

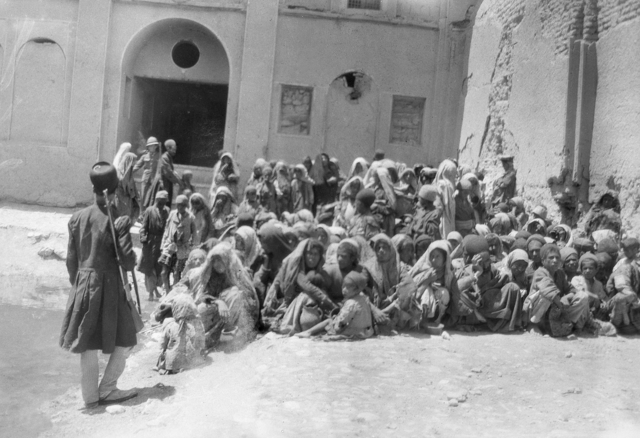
Personas que esperan para recibir una ración de sopa o estofado. Foto tomada por el ejército australiano, 1er Escuadrón Australiano de Señal Inalámbrica en Bijar.

Una serie de severas sequías desde 1916 en adelante agotó aún más los suministros agrícolas. A principios de febrero de 1918, la hambruna se extendió por todo el país y las multitudes en pánico en las principales ciudades comenzaron a saquear panaderías y tiendas de alimentos. En la ciudad occidental de Kermanshah, los enfrentamientos entre los pobres hambrientos y la policía terminaron en bajas. En Teherán, la situación se vio "agravada por el acaparamiento y la venta en corto a los clientes por parte de los panaderos".

La adulteración del pan, así como los precios exorbitantes cobrados por algunos panaderos, indignaron a los trabajadores pobres de Teherán. Así, por ejemplo, los trabajadores de las imprentas, que recientemente habían formado un sindicato, organizaron una manifestación en Teherán en 1919, durante la cual las multitudes atacaron las panaderías y graneros, y pidieron al gobierno que aumentara las raciones de alimentos, para estandarizar el precio del pan, y para regular la calidad, el suministro y la venta de alimentos. Sin embargo, en la turbulenta era de la posguerra, ni el gobierno nacional, ni las potencias extranjeras estaban en condiciones de hacer mucho para aliviar la crisis humana. La devastación causada por el hambre y las enfermedades contagiosas continuó durante muchos años.
También se informaron de casos de canibalismo.

## Causas y factores contribuyentes
Según Touraj Atabaki, "sucesivas sequías estacionales causaron una hambruna generalizada durante 1917/1918. La requisa y la confiscación de alimentos por la ocupación de ejércitos para alimentar a sus soldados se sumaron a la hambruna". En The Cambridge History of Iran, se afirma que la especulación y el acaparamiento empeoraron la situación. Michael Axworthy cree que la hambruna fue "en parte como resultado de la dislocación del comercio y la producción agrícola causada por la guerra" . Tammy M. Proctor comenta que la causa de la escasez de alimentos fue una combinación de requisas del ejército, especulación bélica, acaparamiento y malas cosechas.
Nikki Keddie y Yann Richard relacionan la hambruna con casi todos los factores mencionados más arriba.
Charles P. Melville mantiene que la razón principal de la hambruna fueron efectos de la guerra.
Mohammad Gholi Majd responsabiliza a la ocupación británica y sus regulaciones aduaneras y financieras por empeorar la hambruna, y Willem Floor sugiere que la cuenta de James L. Barton (ocupación por ejércitos, nevadas y enfermedades excepcionalmente leves), junto con el acaparamiento de propietarios y falta de poder adquisitivo como otras causas cruciales de hambruna. Según él, dos grandes áreas productoras de granos, a saber, Kermanshah-Hamadan y Azarbaijan, fueron el campo de batalla entre los otomanos y los rusos.
Pat Walsh, en una revisión del libro de Majd escrito en Irish Foreign Affairs, una publicación trimestral de Irish Political Review, culpa a la ocupación británica y comenta sobre los reclamos de atesoramiento como causas de la hambruna, escribiendo "Las actitudes británicas hacia los persas hambrientos fueron asombrosamente similares a las expresadas contra los irlandeses en una posición similar medio siglo antes", es decir, los británicos culpaban a los persas mientras sugerían que construir carreteras para sus militares era una "medida de alivio" motivada por la benevolencia.
Rob Johnson culpa al mal gobierno por la hambruna, rechazando lo que Majd ha sugerido.

## Número de muertos
Eruditos como Ervand Abrahamian, Homa Katouzian y Barry Rubin sostienen que el número total de muertes por inanición y enfermedad fue de alrededor de 2 millones. Los analistas de la Agencia Central de Inteligencia Steven R. Ward y Kenneth Pollack calcularon un número similar. Nikki Keddie y Yann Richard afirman que aproximadamente una cuarta parte de la población del norte de Irán fue asesinada.
El libro de Mohammad Gholi Majd, La gran hambruna y el genocidio en Persia, 1917–1919, identifica una serie de fuentes aliadas que detallan la proporción y la escala de las muertes, y alega que murieron entre 8 y 10 millones en todo el país, basada en una estimación alternativa de población persa previa a la hambruna de 19 millones. Timothy C. Winegard y Pordeli et al. reconocer las cifras sugeridas por Majd.
Varios estudiosos han disputado lo relatado por Majd.
Ervand Abrahamian comenta que el libro incluye una "discusión exagerada" de la pérdidas durante la hambruna, una visión que comparte con Mahmood Messkoub y Abbas Milani. Abrahamian describe que llamar la hambruna un genocidio es una "acusación exagerada" y atribuye la gran mayoría de los 2 millones de muertes que él estima a las epidemias de cólera y tifus, así como a la epidemia de gripe de 1918. Aun aceptando que el total de muertes podría ser de varios millones, Hormoz Ebrahimnejad dice que el número de Majd es una sobrestimación.
Cormac Ó Gráda, discutiendo la verificación de la cantidad de muertes por hambrunas históricas, cita como un ejemplo de "declaraciones literales" que no pueden ser validadas sin una buena causa aunque marcan un desastre mayor.
Una visión similar expresaron Alidad Mafinezam y Aria Mehrabi, quienes declaran que el trabajo de Majd tiene defectos metodológicos, incluyendo falta de Triangulación.

## Brotes de enfermedades
| Ciudad     | Población Est. | Morbilidad | Mortalidad | Mortalidad | Mortalidad/ Morbilidad (%) |
| Ciudad     | Población Est. | Morbilidad | No.        | %          | Mortalidad/ Morbilidad (%) |
| ---------- | -------------- | ---------- | ---------- | ---------- | -------------------------- |
| Mashhad    | 100,000        | 66,667     | 3,500      | 3.5        | 5.2                        |
| Birjand    |                | 12,000     | 100        |            | 0.8                        |
| Nosratabad | 7,000          | 120        | 1.7        |            |                            |
| Anzali     | 10,000         |            |            |            | 2.0                        |
| Mashhadsar |                |            |            |            | 10.0                       |
| Tabriz     | 200,000        | 100,000    |            |            |                            |
| Hamedan    | 30,000         |            | 1,000      | 3.3        | 10.0                       |
| Tehran     | 250,000        | 1,000      | 0.8        |            |                            |
| Isfahán    | 80,000         | 300        | 0.4        |            |                            |
| Yazd       | 40,000         | 250        | 0.6        |            |                            |
| Bushehr    | 30,000         | 15,000     | 1,500      | 5.0        | 10.0                       |
| Mohammareh |                | 6,000      | 250        |            | 4.2                        |
| Shiraz     | 50,000         |            | 2,000      | 4.0        |                            |
| Kerman     | 40,000         | 4,000      | 10.0       | 10.0       |                            |
| Bam        | 13,000         | 6,000      | 46.2       |            |                            |

Además de las muertes por hambre, las epidemias también mataron grandes cantidades de personas.
La colosal crisis alimentaria, además de grandes cantidades de soldados, refugiados y gente destituida constantemente en movimiento en búsqueda de trabajo y sobrevivencia, facilitó una combinación mortal de pandemias y enfermedades contagiosas. Cólera, la Plaga y el tifus se esparcieron con terrible velocidad por el país.
En 1916, el cólera que afectó Azerbaiyán en 1915, se esparció no solo en las provincias del norte, también alcanzó las del sur. En 1917, apareció en Mazandaran y Khorasan, matando 188 y 308 personas en las dos regiones respectivamente, de acuerdo a un reporte del gobierno de 1924.
La fiebre tifoidea también se esparció por muchas partes del país y causó tantas muertes que, de acuerdo a un testigo, "la alta mortalidad de Teherán no fue por la hambruna, sino más bien por la tifoidea y el tifus".
La pandemia de gripe de 1918 se esparció por todo el país a través de tres rutas principales: de Transcaucasia a Tabriz, de Bagdad a Kermanshah y de India al sur de Irán (en la última el vector más importante fueron los soldados del ejército británico estacionados en Bushehr). Las áreas rurales fueron más afectadas que las regiones urbanas, en las cuales se reportó que hasta el 20% de la población murió. Azizi et al comentaban que esta cifra es exagerada, agregando que la tasa de mortalidad en Kermanshah y Teherán fue de aproximadamente el 1%. Afkhami dice que el impacto de la gripe fue enorme y estima que entre 902,400 y 2,431,000, entre el 8.0% y el 21.7% de la población total murió, haciendo a Irán uno de los países más devastados del mundo.

## Reacción
Durante los años de la hambruna, varios políticos sirvieron como Primer Ministro y todos adoptaron políticas intervencionistas.
Para controlar la situación del suministro de alimentos, el gobierno de Persia nombró a Abdollah Mostowfi como jefe del servicio de alimentación (raʾīs-e arzāq) en octubre de 1916, antes de que su posterior jefe Mehdi Qoli Hedayat asumiera el cargo de ministro de alimentación (vazīr-e arzāq) en octubre de 1917. Siham al-Dawlah se convirtió en jefe del buró de panadería (raʾīs-e nānvāʾī) en 1918 y se formó un comité de alimentación (komīté-ye arzāq) formado por siete u ocho comerciantes influyentes. El comité se reunía a diario y ayudó al gobierno con asesoramiento, incluida una propuesta para presentar incentivo gubernamental para el pan.